# Derbhavti
Derbhavti o Derbhauti fou un estat tributari protegit del districte de Khandesh a la presidència de Bombai del grup anomenats Estats Dangs amb una superfície de 440 km² i una població a l'entorn de 3.000 persones, amb uns ingressos estimats de 370 lliures a l'any. Limitava al nord amb Savarkhal i Karvandia Mal, a l'est amb Kokar i Kothar, al sud amb Bibulpada i Burkhari, i a l'oest amb Visdhule i Patvehr. El sobirà vers el 1880 era Nathu Ankush, un bhil de poc més de 30 anys, amb residència a Uga; la successió seguia el principi de primogenitura i no gaudia de sanad d'adopció.